# Шміло Андрій Миколайович
Андрій Миколайович Шміло — старший солдат Збройних Сил України, учасник російсько-української війни, що загинув у ході російського вторгнення в Україну в 2022 році.

## Життєпис
Андрій Шміло народився 22 квітня 2000 року в Рахові на Закарпатті. Закінчив загальноосвітню школу І-ІІІ ступенів № 4 у рідному місті. У 19-річному віці вступив на військову службу до складу 24-тій окремій механізованій бригаді імені Короля Данила. З початком повномасштабного російського вторгнення в Україну перебував на передовій. Загинув 20 березня 2022 року в ході бойових дій на Луганщині. Чин прощання проходив 2 квітня 2022 року в рідному місті.

## Родина
У загиблого залишилися батьки. Він був наймолодшим сином у родині.

## Нагороди
- Орден «За мужність» III ступеня (2022, посмертно) — за особисту мужність і самовіддані дії, виявлені у захисті державного суверенітету та територіальної цілісності України, вірність військовій присязі[4].